# 阿卜杜勒·拉赫曼·卡瓦基比
阿卜杜勒·拉赫曼·卡瓦基比（英語：Abd al-Rahman al-Kawakibi，1855年？月？日—1902年6月15日），阿拉伯文化复兴的提倡者。1875年曾任《幼发拉底报》编辑。后创办《灰城报》、《端正报》，批判土耳其当局。后流亡埃及，结识哲马鲁丁·阿富汗尼等人，参与《拥护者报》编辑。写有专著《专制的本质》、《诸镇之母》等。